# Citroën GS
Citroën GS/GSA – samochód osobowy produkowany w latach 1970-1986 przez francuską firmę Citroën, najmniejszy model tej firmy z zawieszeniem hydropneumatycznym.

## Historia modelu
Model GS jest bezpośrednim protoplastą BX-a i późniejszej Xantii. Przedstawiony został w sierpniu 1970 roku i został uznany za "Samochód Roku 1971". Powstał jako połączenie koncepcji modeli 2CV i DS. Z DS wzięto wypróbowane hydropneumatyczne zawieszenie. W modelu GS zawieszenie składało się z:
- przód - dwa wahacze poprzeczne, górny łożyskowany na łożyskach stożkowych, dolny na wkładkach typu fluid-bloc, połączone z piastą koła dwoma przegubami kulistymi,
- tył - dwa wahacze wzdłużne wleczone, łożyskowane na łożyskach igiełkowych, siłownik zawieszenia w pozycji poziomej.

Kąt pochylenia przedniego koła (nieregulowany) 0°±1°, kąt wyprzedzenia sworznia zwrotnicy (nieregulowany) 1°15' +1°25' -1°15', zbieżność kół (zbieżne do przodu) 0...2 mm.
Silnik tego modelu to typowy, chłodzony powietrzem, boxer o 4 cylindrach położonych poziomo, dwa wałki rozrządu - po jednym dla każdej pary cylindrów - napędzane oddzielnymi paskami zębatymi. Kadłub, głowicę i cylindry wykonano ze stopów lekkich. Stosowano skrzynie cztero- i pięciobiegowe, oraz trzybiegową automatyczną. Pierwszy silnik miał pojemność 1015 cm³. Od sierpnia 1972 roku stosowano również silnik o pojemności 1222 cm³, noszący oznaczenie GS 1220. W 1977 roku zamiast silnika o pojemności 1015 cm³ zastosowano boxer o wydłużonym skoku tłoków i pojemności 1129 cm³. Jesienią 1979 w modelu GSA.X3 zastosowano silnik typu boxer o pojemności 1299 cm³ i mocy maksymalnej 48 kW (65 KM).
Od września 1973 do 1975 roku produkowano model GS Birotor wyposażony w silnik Wankla o pojemności 995 cm³ i mocy maksymalnej 78,7 kW (107 KM).
W GS połączono hydraulikę zawieszenia z hamulcami - wspólny był regulator, pompa wysokiego ciśnienia i akumulator ciśnienia. Rozwiązanie to było później stosowane m.in. w BX-ie. Był to najmniejszy samochód na świecie, który posiadał ten rodzaj zawieszenia. W jego skład wchodził:
- zbiornik płynu hydraulicznego,
- jednotłokowa pompa wysokiego ciśnienia,
- regulator ciśnienia,
- akumulator ciśnienia,
- zawór bezpieczeństwa z czujnikiem ciśnienia,
- cztery elementy hydropneumatyczne,
- korektory prześwitu w obu osiach,
- dystrybutor hamulcowy.

Deska rozdzielcza GS-a tradycyjnie dla tej marki miała jednoramienną kierownicę. Prędkościomierz oprócz szybkości jazdy pokazywał przewidywaną drogę hamowania. To rozwiązanie zostało zarzucone. 
Model GSA wprowadzony był do produkcji w 1979 i miał on:
- inne zderzaki (z wkładką elastyczną),
- inne klosze lamp tylnych,
- zmienione klamki drzwi i wystrój zewnętrzny oraz wewnętrzny nadwozia,
- zamiast klapy bagażnika wprowadzono klapę otwieraną razem z szybą do góry (5. drzwi),
- poprawioną aerodynamikę, Cx=0,34 (wersja GSA.X3 ma Cx=0,318).

Aby obniżyć opór powietrza w wersji GSA.X3 m.in. osłonięto tarcze kół, wyprofilowane zderzaki i spoiler na tylnej ścianie nadwozia.
W ciągu pierwszych 10 lat produkcji powstało 2 miliony samochodów serii Citroën GS/GSA.

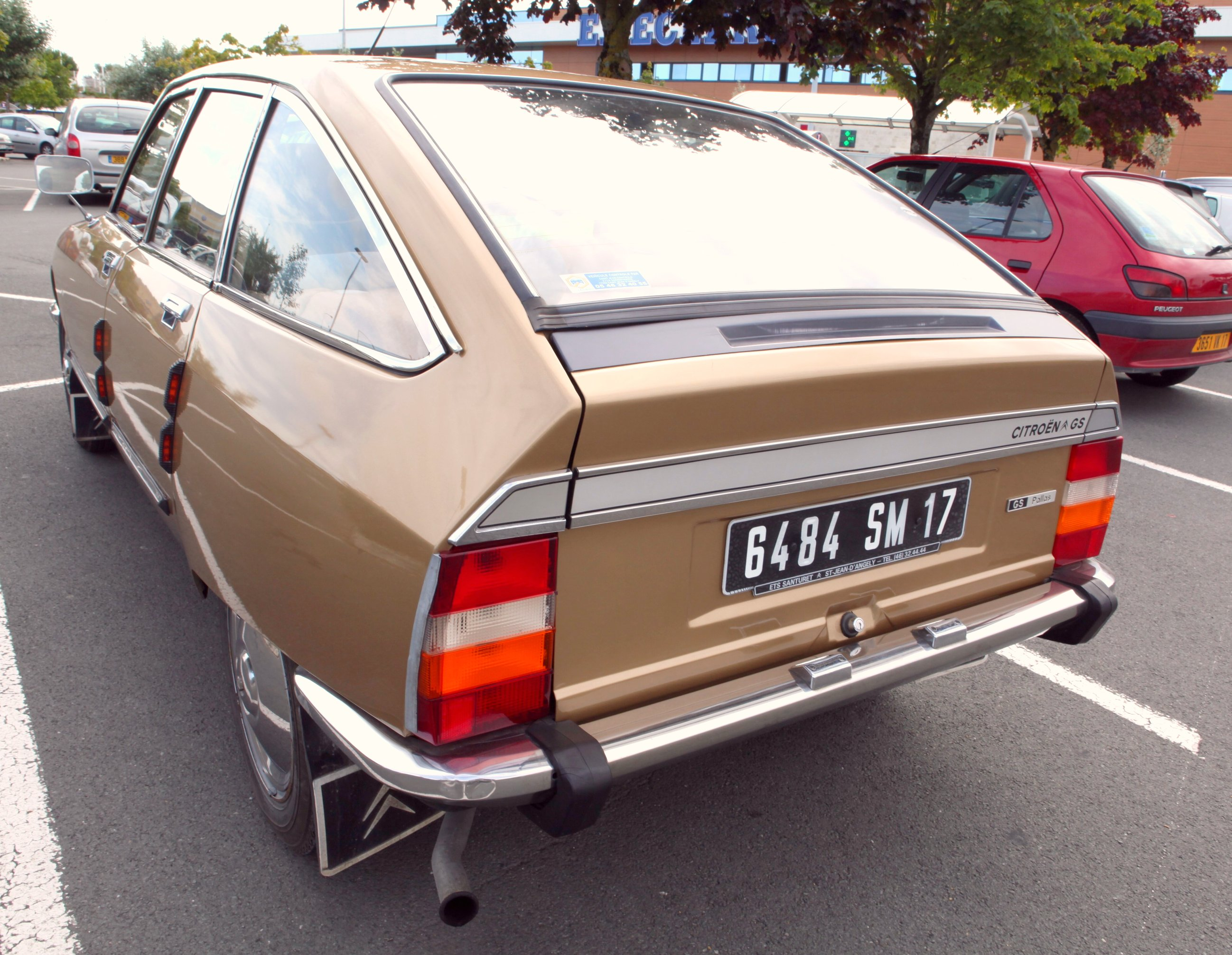
Citroën GS Pallas - tył nadwozia
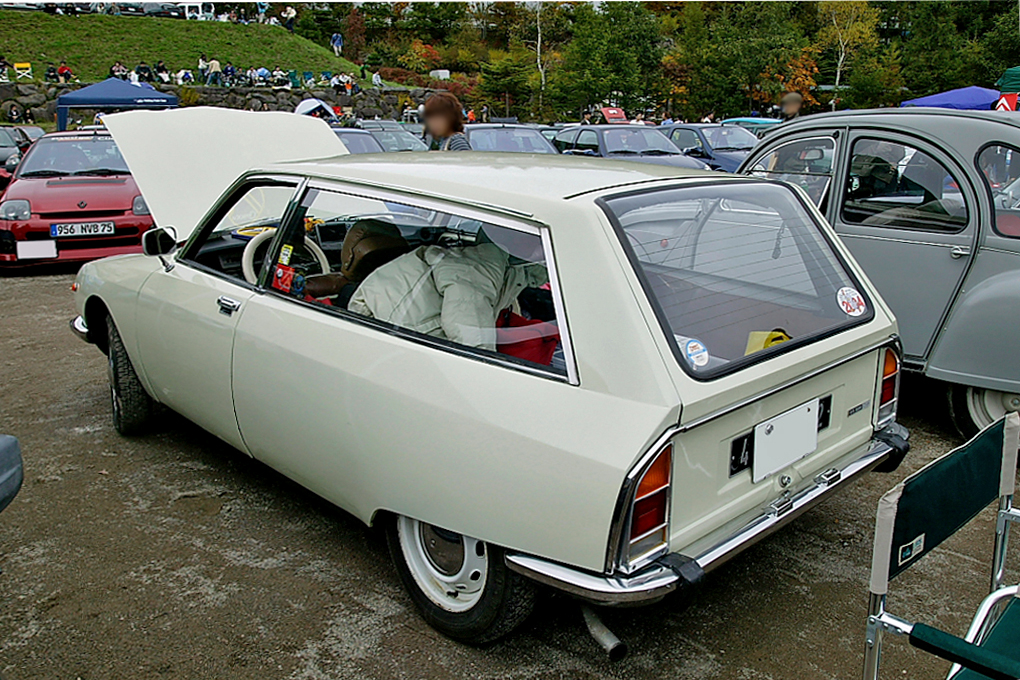
Citroën GS Break - tył nadwozia
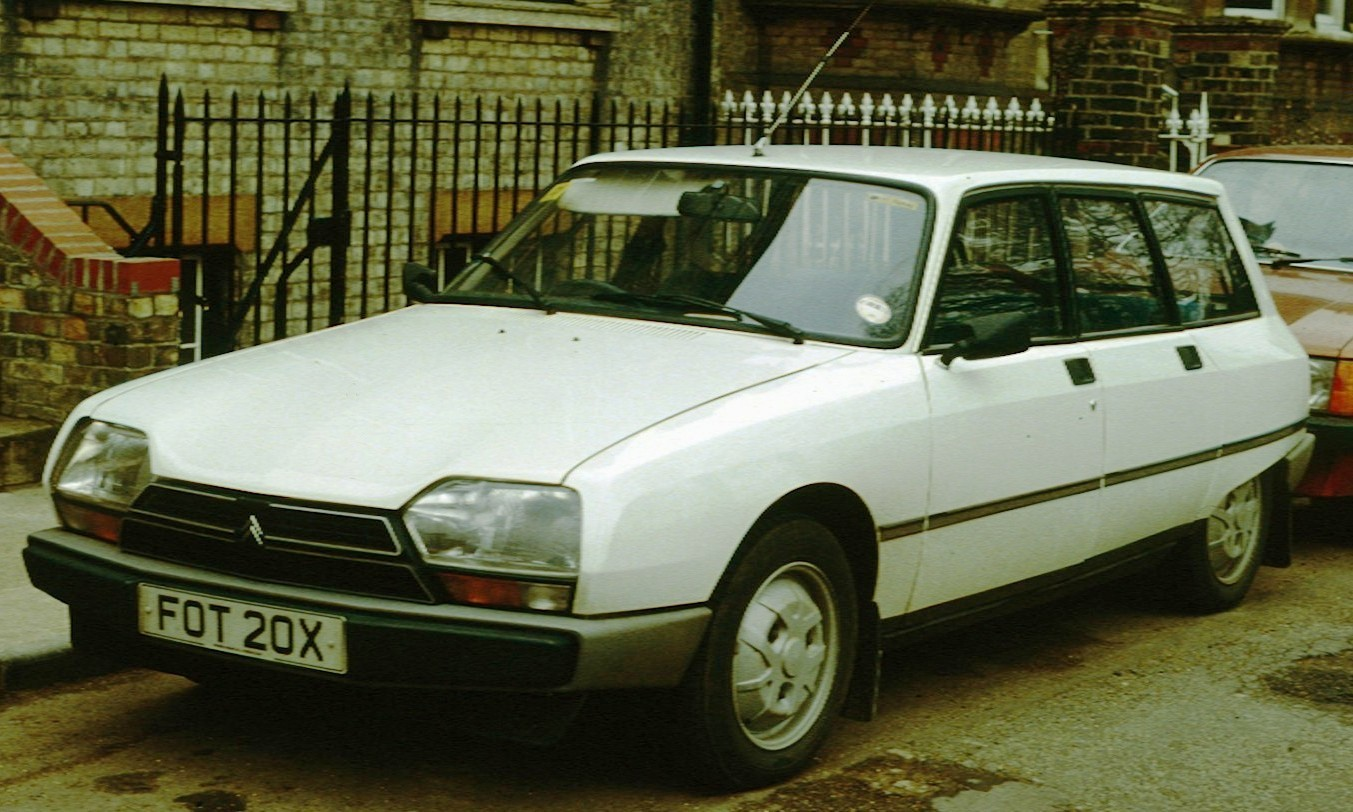
Citroën GSA Break w Cambridge
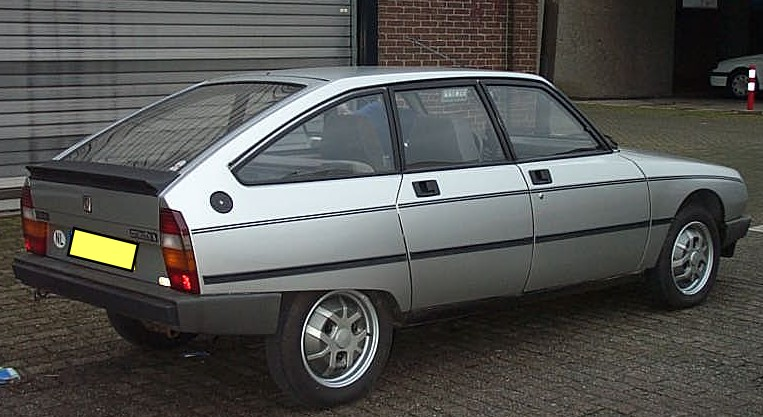
Citroën GSA X1 z 1984 roku - tył nadwozia

## Dane techniczne
| Wersja             | Silnik:                   | Układ zasilania:   | Śr. × skok tłoka:   | St. sprężania:     | Moc maksymalna:                     | Maks. moment obrotowy       | 0–100 km/h:        | V-max:             | Śr. zuż. paliwa / 100 km: |
| Silniki benzynowe: | Silniki benzynowe:        | Silniki benzynowe: | Silniki benzynowe:  | Silniki benzynowe: | Silniki benzynowe:                  | Silniki benzynowe:          | Silniki benzynowe: | Silniki benzynowe: | Silniki benzynowe:        |
| ------------------ | ------------------------- | ------------------ | ------------------- | ------------------ | ----------------------------------- | --------------------------- | ------------------ | ------------------ | ------------------------- |
| GS 1015            | B4 1,0 l (1015 cm³), SOHC | gaźnik             | 74,00 mm × 59,00 mm | 9:1                | 56 KM (41 kW) przy 6500 obr./min    | 71 N•m przy 3500 obr./min   | b/d                | 147 km/h           | 9,3 l                     |
| GS X               | B4 1,1 l (1129 cm³), SOHC | gaźnik             | 74 mm × 65,6 mm     | 8,2:1              | 56 KM (41 kW) przy 5750 obr./min    | 79 N•m przy 3500 obr./min   | 17 s               | 149 km/h           | 7,9 l                     |
| GS 1220            | B4 1,2 l (1222 cm³), SOHC | gaźnik             | 77 mm × 65,6 mm     | 8,2:1              | 60 KM (44 kW) przy 5750 obr./min    | 87,2 N•m przy 3250 obr./min | 16,1 s             | 151 km/h           | 9,3 l                     |
| GSA Club           | B4 1,3 l (1299 cm³), SOHC | gaźnik             | 79,4 mm × 65,6 mm   | 8,7:1              | 65 KM (48 kW) przy 5500 obr./min    | 98 N•m przy 3500 obr./min   | 14,2 s             | 160 km/h           | 8,4 l                     |
| GS Birotor         | W2 1,0 l (995 cm³)        | gaźnik             | /                   | 9:1                | 107 KM (78,7 kW) przy 6500 obr./min | 137 N•m przy 3000 obr./min  | 14,0 s             | 175 km/h           | 12,8 l                    |